# Río Cinqueta
El río cinqueta es un río del noreste de España, en la comarca oscense de Sobrarbe, afluente del Cinca por su margen izquierda. El río nace en Viadós, donde confluyen el Cinqueta de la Pez con el Cinqueta de los Anyes Cruces , en el término municipal de Gistaín .Transcurre principalmente por el valle de Chistau, pasando por Gistaín, San Juan de Plan, Saravillo y Salinas, donde desemboca en el río Cinca.

## Cinqueta de la Pez
Nace en el valle de Tabernés, entre la Culfreda y la punta y puerto de la Pez, y es alimentado  por los barrancos y el ibón de Bachimala por la margen izquierda, y el barranco de la Madera por la derecha.
En la plana de Viadós, donde hay un cámping, el hospital de Gistaín y la ermita de la Virgen Blanca, se junta con el Cinqueta de Añes Cruces.:)

## Cinqueta de Añes Cruces
Nace en el collado de Añes Cruces, junto al Vachimala del valle de Tabernés.
Recibe agua del ibón Royo y del puerto de Chistau por la izquierda, el cual desciende ya al valle de Benasque por la cara norte del Posets. También recibe agua del deshielo del glaciar del Posets por el barranco de las Mardaneras.
Antes de unirse al Cinqueta de la Pez, recibe agua de los ibones de Lenés y de Millares a través del barranco de la Ribereta.